# Диарсенид осмия
Диарсенид осмия — бинарное неорганическое соединение 
осмия и мышьяка
с формулой OsAs2,
кристаллы,
не растворимые в воде.

## Получение
- В природе встречается минерал омейит — OsAs2 с примесями Ir и Ru [1].

- Спекание стехиометрических количеств порошкообразного осмия и мышьяка:

{\displaystyle {\mathsf {Os+2As\ {\xrightarrow {1200^{o}C}}\ OsAs_{2}}}}

## Физические свойства
Диарсенид осмия образует кристаллы
ромбической сингонии,
пространственная группа P nnm,
параметры ячейки a = 0,54129 нм, b = 0,61910 нм, c = 0,30126 нм, Z = 1
.
Не растворяется в воде.
Является полупроводником р-типа
.